# Grundskolan i Finland
Grundskolan i Finland (finska: peruskoulu) infördes på 1970-talet, och ersatte den tidigare folkskolan, medborgarskolan och mellanskolan. Lag om denna förändring stiftades 1968, men övergången skedde gradvis under 1970-talet. Genom grundskolan skall alla barn beredas lika möjligheter till fortsatta studier. Förutom själva undervisningen skall skolresor, lunch, skolmaterial, skolhälsovård och elevvård i de flesta fall vara kostnadsfria för eleven.

## Omfattning
Grundskolan är nioårig, numera med en frivillig tionde årskurs. Skolan inleds normalt det år barnet fyller 7 år, men skolstarten kan skjutas upp eller tidigareläggas med ett år. Undervisningen sköts i årskurserna 1–6 (tidigare kallat lågstadium) i huvudsak av klasslärare och i årskurserna 7–9 (tidigare kallat högstadium) i huvudsak av ämneslärare. Normalt föregås grundskolan av ett år i frivillig förskoleklass (i Finland kallad förskola), som kommunen är skyldig att arrangera kostnadsfritt. För språkskolor kan förskoleklassen vara tvåårig.
Förberedande undervisning för invandrare, som ordnas före den grundläggande utbildningen, motsvarar ett års lärokurs.
Finländska barn har läroplikt tills grundskolans lärokurser är avklarade, eller högst tio år, men inte skolplikt: en familj kan välja att arrangera undervisningen på annat sätt. Möjligheten utnyttjas av 400–600 barn.
Statsrådet besluter genom förordning om utbildningens omfattning per dag och vecka samt hur många timmar som skall användas för olika skolämnen.

## Skolspråk
Skolspråket är normalt finska eller svenska. Om kommunen har både svensk- och finskspråkiga invånare är den skyldig att ordna skol- och förskoleundervisning separat för vardera språkgruppen. Också läroplanerna skall godkännas separat för undervisning på olika språk.
Inom Samernas hembygdsområde skall elever som behärskar samiska huvudsakligen undervisas på samiska. I praktiken är undervisningen tvåspråkig, då många samer har finska som starkaste språk.
Undervisning kan ordnas också på romani eller teckenspråk. Hörselskadade skall vid behov få undervisning på teckenspråk.
En del av undervisningen kan vara på annat språk än det egentliga undervisningsspråket, om det inte äventyrar elevens möjlighet att följa undervisningen. Förutom i egentlig språkundervisning utnyttjas detta i en del skolor för att integrera språkundervisning i andra ämnen.
Det är också möjligt att ha enskilda skolor eller grupper där undervisningen helt eller delvis ges på andra språk. Det kan till exempel vara frågan om språkbadsskolor eller skolor i första hand för invandrarbarn eller barn som tillfälligt vistas i landet (barn till akademiker, diplomater etc.). Fransk-, rysk- och engelskspråkiga skolor finns i en del större städer, dels för barn med dessa modersmål (eller kunskaper i språken av andra orsaker), dels för språkbad för finsk- och svenskspråkiga.
Tvåspråkiga skolor med finska och svenska som undervisningsspråk har diskuterats, bland annat efter ett utspel av den rikssvenska samhällsdebattören Maria Wetterstrand 2011, men sådana förslag möts i allmänhet med stor misstro från finlandssvenskt håll. Tvåspråkiga skolor strider mot den taxellska paradoxen, ett begrepp som hävdar att enspråkiga lösningar bäst tryggar tvåspråkigheten, medan tvåspråkiga lösningar leder till enspråkighet.
De svenska rum de svenskspråkiga skolorna erbjuder uppfattas som mycket viktiga; en tvåspråkig omgivning skulle lätt leda till att majoritetsspråket skulle ta över. I en del kommuner delar en mindre svenskspråkig skola lokaler med en större finskspråkig, men i allmänhet strävar man efter att ha raster på olika tid och samarbeta endast i begränsad omfattning.
Finskspråkiga som vill gå i skola på svenska har i några städer möjlighet att gå i språkbadsklass i en finsk skola, efter förberedande år i språkbadsdaghem och -förskola. I praktiken söker sig finskspråkiga med mer eller mindre tvåspråkig bakgrund också till de vanliga svenskspråkiga skolorna. Vissa svenskspråkiga skolor fungerar i praktiken som språkbadsskolor för en stor del av eleverna, men där man har tillräckligt med svensk- och tvåspråkiga elever och saknar resurser att ta hand om elever med svag svenska försöker man undvika denna roll.

## Läroplaner
I lagen om grundläggande utbildning ingår bestämmelser om vilka ämnen som skall ingå i skolundervisningen, samt särskilda bestämmelser om undervisningsspråk, modersmålsundervisning och undervisning i religion och livsåskådning. Statsrådet fastställer undervisningens allmänna mål och timfördelning mellan de olika ämnena.
Skollagen innehåller bestämmelser om studiehandledning, stödundervisning, intensifierat stöd och individuella studieplaner.
Utbildningsstyrelsen beslutar om målen för och det centrala innehållet i den grundläggande utbildningens olika ämnen och delområden.
Utbildningsanordnaren skall göra upp den egentliga läroplanen på basen av de av utbildningsstyrelsen fastställda grunderna för läroplanen. Läroplanen godkänns skilt för olika undervisningsspråk. Vanligen har de kommunala undervisningsnämnderna i tvåspråkiga kommuner en skild svensk och finsk sektion. Läroplanen kan skilja sig väsentligt mellan olika kommuner. Utbudet av skolböcker är dock begränsat och kan påverka de faktiska tyngdpunkterna.
Då barn undervisas hemma har föräldrarna rätt att göra upp egna läroplaner, på samma sätt som andra anordnare av undervisning. Det vanliga är dock att hemundervisning ges tillfälligt och av andra än ideologiska orsaker (t.ex. på grund av utlandsvistelse) och föräldrarna brukar följa skolans läroplan i samråd med barnens ordinarie lärare.
Ett exempel på tydlig skillnad mellan läroplaner i olika delar av landet är den som gäller svenska som andra inhemska språket i Åbo, med täta kontakter med Stockholm, och i Enare, där kontakten med norska är betydligt mer relevant och läroplanen i högre grad tar fasta på de nordiska språken.

## Utbildningsanordnare
Kommunerna ansvarar för grundskoleundervisningen, men också statliga och privata skolor finns, exempelvis i samband med lärarutbildning respektive med speciella språkprogram eller alternativ pedagogik.
För att statsrådet skall kunna ge tillstånd för en registrerad sammanslutning eller stiftelse att anordna grundskoleutbildning måste det finnas ett särskilt behov och anordnaren måste ha yrkeskompetens och ekonomiska förutsättningar. Normalt bör anordnaren ha ett avtal med kommunen där undervisningen skall ordnas. Undervisningsministeriet kan besluta om ändringar i tillståndet. Verksamheten får inte drivas i vinstsyfte.

## Avgiftsfrihet och avgifter
Skolgång, skolmaterial och mat är avgiftsfria för eleven, liksom skolresorna om de är långa (över 5 km) eller besvärliga, eller inkvartering med helpension om sådan behövs. Skolor utomlands och skolor med undervisningsspråk annat än finska, svenska, samiska, romani och teckenspråk har rätt att uppbära skäliga avgifter.
Då föräldrarna valt en annan skola än den av kommunen anvisade närskolan kan man uppbära avgifter för till exempel inkvartering, och kommunen kan förutsätta att föräldrarna betalar kostnaderna för skolresorna.
Då föräldrarna samlar pengar för skolverksamhet (lägerskolor, teaterresor etc.) måste också de elever vars föräldrar inte bidragit få delta. Efter ett rättsfall som bekräftade rätten uppfattade man i många skolor att sådan föräldrafinansierad verksamhet gjorts omöjlig. I andra skolor, där medelinsamlingen bygger på talkoverksamhet de flesta deltar i, har tolkningen inte upplevts problematisk.
Elevens rätt till rimlig längd på arbetsdagen och avgiftsfri skolresa är knuten till elevens hemadress. Detta har visat sig vara problematiskt för barn vars föräldrar bor på olika adress; en person kan endast ha en adress, och skolskjuts ordnas då vanligen endast från den officiella hemadressen, även om eleven bor hälften av dagarna hos den andra föräldern.